# Leiocithara angulata
Leiocithara angulata é uma espécie de gastrópode do gênero Leiocithara, pertencente a família Mangeliidae.